# Lista drumurilor județene din județul Dolj
CeAceasta este o listă ce cuprinde toate drumurile județene aflate pe raza județului Dolj, așa cum au fost clasificate de Ministerul Transporturilor.
| Județul Dolj                                                   | Județul Dolj | Județul Dolj                                                   | Județul Dolj                                                   | Județul Dolj                                                   | Județul Dolj  |
| Drum Județean                                                  | Traseu | Origine                                                        | Destinație                                                     | Lungimea (km)                                                  | Reclasat din: |
| -------------------------------------------------------------- | --- | -------------------------------------------------------------- | -------------------------------------------------------------- | -------------------------------------------------------------- | ------------- |
| DJ542                                                          | Lim. Jud. Olt – Zvorsca – Amărăștii de Sus – Amărăștii de Jos – Dăbuleni (DN54) | Km 16+000 Lim. Jud. Olt                                        | Km 45+170 Dăbuleni (DN54)                                      | 29,170                                                         |               |
| DJ551                                                          | Sadova (DN55) – Mănăstirea Sadova | Km 0+000 Sadova (DN55)                                         | Km 1+500 Mănăstirea Sadova                                     | 1,500                                                          |               |
| DJ551A                                                         | Bratovoești - Georocu Mare - Puțuri | Km 0+000 Bratovoești                                           | Km 9+500 Puțuri                                                | 9,500                                                          |               |
| DJ551B                                                         | Lișteava (DN55) - Ostroveni (DN55A) | Km 0+000 Lișteava (DN55)                                       | Km 2+850 Ostroveni (DN55A)                                     | 2,850                                                          |               |
| DJ551C                                                         | DN55 - Preajba - Cârcea | Km 0+000 DN55                                                  | Km 8+120 Cârcea                                                | 8,120                                                          |               |
| DJ552                                                          | Craiova - Mofleni - Bucovăț - Italieni - Terpezița - – Sălcuța – Plopșor - Vârtop – Caraula - Cetate | Km 0+000 DN55                                                  | Km 71+606 Cetate                                               | 67,106                                                         |               |
| DJ552A                                                         | DJ 552 – Criva – Vârvoru de Jos – Ciutura – Drăgoaia – Tencănău - Mârza – Mărăcinele – Perișor – Cetățuia – Cioroiași – Cioroiu Nou – Boureni – Covei – Catane (DN55A)                                                                                  | Km 0+000 DJ 552 – Criva                                        | Km 57+666 Catane (DN55A)                                       | 57,666                                                         |               |
| DJ552B                                                         | Râpa Roșie (DJ 552) – Segleț – Gubaucea – Bechet – Călugărei – Verbicioara - Verbița -DJ 561A(Plenița) | Km 0+000 Râpa Roșie (DJ 552)                                   | Km 33+275 DJ 561A(Plenița)                                     | 33,275                                                         |               |
| DJ552C                                                         | Cioroiași - Siliștea Crucii | Km 0+000 Cioroiași                                             | Km 5+000 Siliștea Crucii                                       | 5,000                                                          |               |
| DJ552D                                                         | Vârtop - Giubega | Km 0+000 Vârtop                                                | Km 9+250 Giubega                                               | 9,250                                                          |               |
| DJ552E                                                         | Bucovăț - Leamna de Jos - Leamna de Sus - Sărbătoarea | Km 0+000 Bucovăț                                               | Km 11+930 Sărbătoarea                                          | 11,930                                                         |               |
| DJ553                                                          | Calafat (DN55A) – Ciupercenii Vechi – Ciupercenii Noi - Desa – Poiana Mare – Maglavit (DN56) | Km 0+000 Calafat (DN55A)                                       | Km 41+163 Maglavit (DN56)                                      | 40,830                                                         |               |
| DJ553A                                                         | Calafat - Ciupercenii Noi | Km 0+000 Calafat                                               | Km 8+300 Ciupercenii Noi                                       | 8,300                                                          |               |
| DJ554                                                          | Maglavit (DN56A) – Mănăstirea Maglavit | Km 0+000 Maglavit (DN56A)                                      | Km 3+000 Mănăstirea Maglavit                                   | 3,000                                                          |               |
| DJ561                                                          | Podari (DN56) – Livezi – Gura Văii - Segarcea – Cerăt – Giurgița – Filaret – Bârca – Goicea – Cârna (DN55A) | Km 0+000 Podari (DN56)                                         | Km 48+710 Cârna (DN55A)                                        | 44,510                                                         |               |
| DJ561A                                                         | Giurgița (DJ 561) – Urzica Mare – Urzicuța – Afumați – Boureni – Băilești – Balasan - Moțăței Gară – Moțăței – Dobridor – Unirea- Plenița– Lim Jud MH                                                                                                   | Km 0+000 Giurgița (DJ 561)                                     | Km 71+905 Lim Jud MH                                           | 67,905                                                         |               |
| DJ561B                                                         | Segarcea (DJ 561) – Drănic – Padea – Valea Stanciului – Horezu-Poenari - Gângiova – Comoșteni – Zăval (DN55A) | Km 0+000 Segarcea (DJ 561)                                     | Km 35+260 Zăval (DN55A)                                        | 33,360                                                         |               |
| DJ561C                                                         | Valea Stanciului (DJ 561B) – Murta – Locusteni - Daneți – Dobrotești - Amărăștii De Jos (DJ 542) | Km 0+000 Valea Stanciului (DJ 561B)                            | Km 24+804 Amărăștii De Jos (DJ 542)                            | 24,503                                                         |               |
| DJ561D                                                         | Plenița (DJ 561A) – Orodel – Cornu – Vârtop – Corlate – Izvoare – Domnu Tudor – Giubega – Galiciuica - Băilești – Rast - Rast Port | Km 0+000 Plenița (DJ 561A)                                     | Km 69+835 Rast Port                                            | 69,478                                                         |               |
| DJ561E                                                         | DJ 561A (Băilești) - Seaca de Câmp - Piscu Nou - Tunarii Noi - Tunarii Vechi (DN55A) | Km 0+000 DJ 561A (Băilești)                                    | Km 24+000 Tunarii Vechi (DN55A)                                | 24,000                                                         |               |
| DJ561F                                                         | Radovan - Întorsura - Lipovu - Cerăt (DN55A) | Km 0+000 Radovan                                               | Km 16+120 Cerăt (DN55A)                                        | 16,120                                                         |               |
| DJ561G                                                         | Băilești - Izvoare | Km 0+000 Băilești                                              | Km 14+400 Izvoare                                              | 12,170                                                         |               |
| DJ561H                                                         | Goicea - Măceșu de Sus - Măceșu de Jos | Km 0+000 Goicea                                                | Km 13+450 Măceșu de Jos                                        | 13,450                                                         |               |
| DJ561I                                                         | Boureni - Siliștea Crucii | Km 0+000 Boureni                                               | Km 5+727 Siliștea Crucii                                       | 5,727                                                          |               |
| DJ567                                                          | Braniște - Mănăstirea Jitianu | Km 0+000 Braniște                                              | Km 1+280 Mănăstirea Jitianu                                    | 1,280                                                          | DE            |
| DJ604                                                          | Leu (DN6) - Puțuri - Castranova - Apele Vii - Celaru - Marotinu de Jos - Zvorsca - Amărăștii de Sus - Amărăștii de Jos - Limita Jud. Olt | Km 0+000 Leu (DN6)                                             | Km 36+717 (Limita Jud. Olt)                                    | 30,752                                                         |               |
| DJ604A                                                         | Rojiște (DN 55) - Mârșani - Marotinu de Sus - Celaru (DJ 604) | Km 0+000 Rojiște (DN 55)                                       | Km 20+000 Celaru (DJ 604)                                      | 20,000                                                         |               |
| DJ604B                                                         | Mârșani (DJ604A) - Daneți (DJ561C) | Km 0+000 Mârșani (DJ604A)                                      | Km 4+000 Daneți (DJ561C)                                       | 4,000                                                          |               |
| DJ605                                                          | Craiova (DN6) - Șimnicul de Sus - Florești - Leșile - Goiești - Negoiești - Melinești - Bodăiești - Limita Jud. Gorj | Km 0+000 Craiova (DN6)                                         | Km 33+210 Limita Jud. Gorj                                     | 33,210                                                         |               |
| DJ605A                                                         | Filiași (DN6) - Bodăeștii de Sus - Melinești - Bodăești - Amărăști - Fărcaș - Golumbelu - Golumbu - Tălpaș - Puținei - Soceni - Limita Jud. Gorj | Km 0+000 Filiași (DN6)                                         | Km 36+757 Limita Jud. Gorj                                     | 34,508                                                         |               |
| DJ606                                                          | Craiova (DN6) - Cernele - Breasta - Valea Lungului - Predești - Pietroaia - Brabova - Voița - Răchita de Sus - Seaca de Pădure - Carpen - Cleanov - Limita Jud. Mehedinți                                                                               | Km 0+000 Craiova (DN6)                                         | Km 55+086 Limita Jud. Mehedinți                                | 55,086                                                         |               |
| DJ606A                                                         | Breasta (DJ 606) - Obedin - Mihăița - Potmelțu - Coțofenii din Dos - Scăești - Valea lui Pătru - Salcia - Argetoaia - Iordăchești - Piria - Limita Jud. Mehedinți                                                                                       | Km 0+000 Breasta (DJ 606)                                      | Km 43+266 (Limita Jud. Mehedinți)                              | 43,266                                                         |               |
| DJ606B                                                         | Breasta (DJ 606A) - Crovna - Rasnicu Bătrân - Cornița - Cernătești - Țiu - Bărboi - Grecești - Grădiștea - Busu - Limita Jud. Mehedinți | Km 0+000 Breasta (DJ 606A)                                     | Km 43+685 Limita Jud. Mehedinți                                | 43,685                                                         |               |
| DJ606C                                                         | DJ 606 (Pereni) - Beloț - Sopot - Ștefănel - Gogoșu - Grecești - Șumandra - Secu - Comănicea - Novac - Argetoaia - Limita Jud. Mehedinți | Km 0+000 DJ 606 (Pereni)                                       | Km 51+500 Limita Jud. Mehedinți                                | 50,800                                                         |               |
| DJ606E                                                         | Pietroaia (DJ 606) - Urdinița - Gogoșița - Botoșești Paia - Limita Jud. Mehedinți | Km 0+000 Pietroaia (DJ 606)                                    | Km 24+980 Limita Jud. Mehedinți                                | 24,980                                                         | DC 71A        |
| DJ606F                                                         | Răcari (DN6) - Scăești (DJ 606A) | Km 0+000 Răcari (DN6)                                          | Km 8+020 Scăești (DJ 606A)                                     | 8,020                                                          | DC 127        |
| DJ641                                                          | Limita Jud. Olt - Teslui - Moșneni - Urieni - Viișoara - Drăgotești - Benești - Bobeanu - Popânzălești - Bujor - Robănești - Robăneștii de Sus - Pielești - Gârlești - Ghercești - Mlecănești - Mișchii - Urechești - Șimnicu de Sus - Albești - DJ 606 | Km 15+000 Limita Jud. Olt                                      | Km 78+146 DJ 606                                               | 57,863                                                         |               |
| DJ641A                                                         | Popânzălești (DJ 641) - Mănăstirea Popânzălești | Km 0+000 Popânzălești (DJ 641)                                 | Km 1+000 Mănăstirea Popânzălești                               | 1,000                                                          |               |
| DJ643A                                                         | Limita Jud Olt - Picăturile - Murgași - Gaia - Bușteni - Balota de Jos - Balota de Sus - Velești | Km 23+825 Limita Jud Olt                                       | Km 44+041 Velești                                              | 20,216                                                         |               |
| DJ643D                                                         | DN65C (Bulzești) - Prejoi - Înfrățirea - Frățila - Limita Jud. Vâlcea | Km 0+000 DN65C (Bulzești)                                      | Km 16+000 Limita Jud. Vâlcea                                   | 16,000                                                         | DC 84A        |
| DJ643F                                                         | Lim.jud.Olt - Ungureni- Ghercești - Craiova - DN65C | Km 5,720 Lim.jud.Olt                                           | Km 21+480 DN65C                                                | 12,680                                                         |               |
| DJ652                                                          | DN65 - (Lăcrița Mare) - Lăcrița Mică - Coșoveni - Ghindeni - DN55 (Secui) | Km 0+000 DN65 - (Lăcrița Mare)                                 | Km 18+942 DN55 (Secui)                                         | 18,942                                                         |               |
| DJ652A                                                         | DN55 - Cârcea - DN6 - METRO | Km 0+000 DN55                                                  | Km 6+300 METRO                                                 | 6,300                                                          |               |
| DJ652B                                                         | DN65 - Călinești - Lim.jud.Olt (Vulpeni) | Km 0+000 DN65                                                  | Km 6+300 Lim.jud.Olt                                           | 6,300                                                          |               |
| DJ655                                                          | Cârcea (DC 93) - Mănăstirea Cârcea | Km 42+000 Cârcea (DC 93)                                       | Km 67+000 Mănăstirea Cârcea                                    | 1,200                                                          |               |
| Lungimea totală a rețelei de drumuri județene din județul DOLJ | Lungimea totală a rețelei de drumuri județene din județul DOLJ | Lungimea totală a rețelei de drumuri județene din județul DOLJ | Lungimea totală a rețelei de drumuri județene din județul DOLJ | Lungimea totală a rețelei de drumuri județene din județul DOLJ | 1101,300 Km   |

## Vezi și
- Lista drumurilor județene din România